# Classe Tonnant
Pour les articles homonymes, voir Le Tonnant.
Comme les vaisseaux de la classe Téméraire, les trente-cinq navires de la classe Tonnant étaient issus des travaux du chevalier de Borda et de l'ingénieur naval Sané pour uniformiser les constructions navales françaises selon des normes très définies et relevées.
Ils constituaient le plus grand modèle des navires de ligne à deux ponts, armés de quatre-vingts canons, classé en deuxième rang, intermédiaire avantageux entre le vaisseau de 74 canons, navire de ligne de base des flottes à la fin du XVIIIe siècle, et les lourds, lents et onéreux trois-ponts (de 100, 110, voire 118 ou 124 canons). Puissamment armé de deux batteries complètes de canons lourds, rapide et très « manœuvrant », le « vaisseau de 80 classe Tonnant » a été probablement le navire le plus prisé par les commandants des marines de la période napoléonienne.

## Histoire

### Les précurseurs (1743-1782)
Après le développement des premiers vaisseaux de 74, les chantiers navals français s'attaquèrent à des navires à deux rangées de batteries plus puissants et longs. 
Vers le milieu du XVIIIe siècle sont lancés quelque deux-ponts de 80 canons, comme, déjà, un premier navire baptisé Tonnant en 1747 ou le Soleil Royal en 1749. Sensiblement plus stables, plus maniables, plus rapides et aussi puissants que les trois-ponts de 80 à 110 canons, ils n'étaient que des 74 rallongés, avec 30 canons de 36 livres et 32 de 18, mais sur le Soleil Royal, on remplaça ses canons de 18 par des puissants 24 livres sur son second pont de batterie, cette modification tout d'abord isolée fut reprise à partir de 1765 de façon systématique.

### La classe Tonnant: le standard de Borda et Sané (1789-1831)
À partir de 1787, sous la conduite du chevalier de Borda et selon les plans de l'architecte naval Jacques Noël Sané, à l'exemple des vaisseaux de 74 canons de la classe Téméraire, la construction fut standardisée, à partir de l'établissement d'un cahier des charges rigoureux fondé sur un compromis poussé entre de nombreuses exigences : celle d'une forte artillerie, capable de rivaliser avec les trois-ponts britanniques ; celle de qualités de navigation au moins aussi remarquables que celles des vaisseaux de 74 ; celle de facilité de construction (standardisation) pour être susceptible d'être lancés dans tous les arsenaux du royaume ; celle aussi d'être moins exigeants que les immenses trois-ponts de 118 canons de la classe Océan qui jaugeaient plus de 5 000 tonnes, pour lesquels un équipage de plus de 1 100 hommes était nécessaire ; et enfin celle d'être beaucoup moins coûteux que ces derniers.
Ceci aboutit à la mise en chantier d'une nouvelle série de vaisseaux, dotés de deux longues batteries de canons de gros calibres, contre une pour les « 74 », nettement plus longs que ceux-ci et que les trois-ponts britanniques : 60,30 m contre 56,70 m pour le HMS Victory; à peine moins larges : 15,60 m contre 15,80 m ; et jaugeant plus de 3 800 tonnes contre 3 550 t. pour le plus célèbre vaisseau anglais. Ainsi en 1789, le lancement d'un nouveau Tonnant, le premier d'une longue série, est l'aboutissement d'une expérience remarquée universellement en matière de construction navale par les chantiers navals français de l'époque.

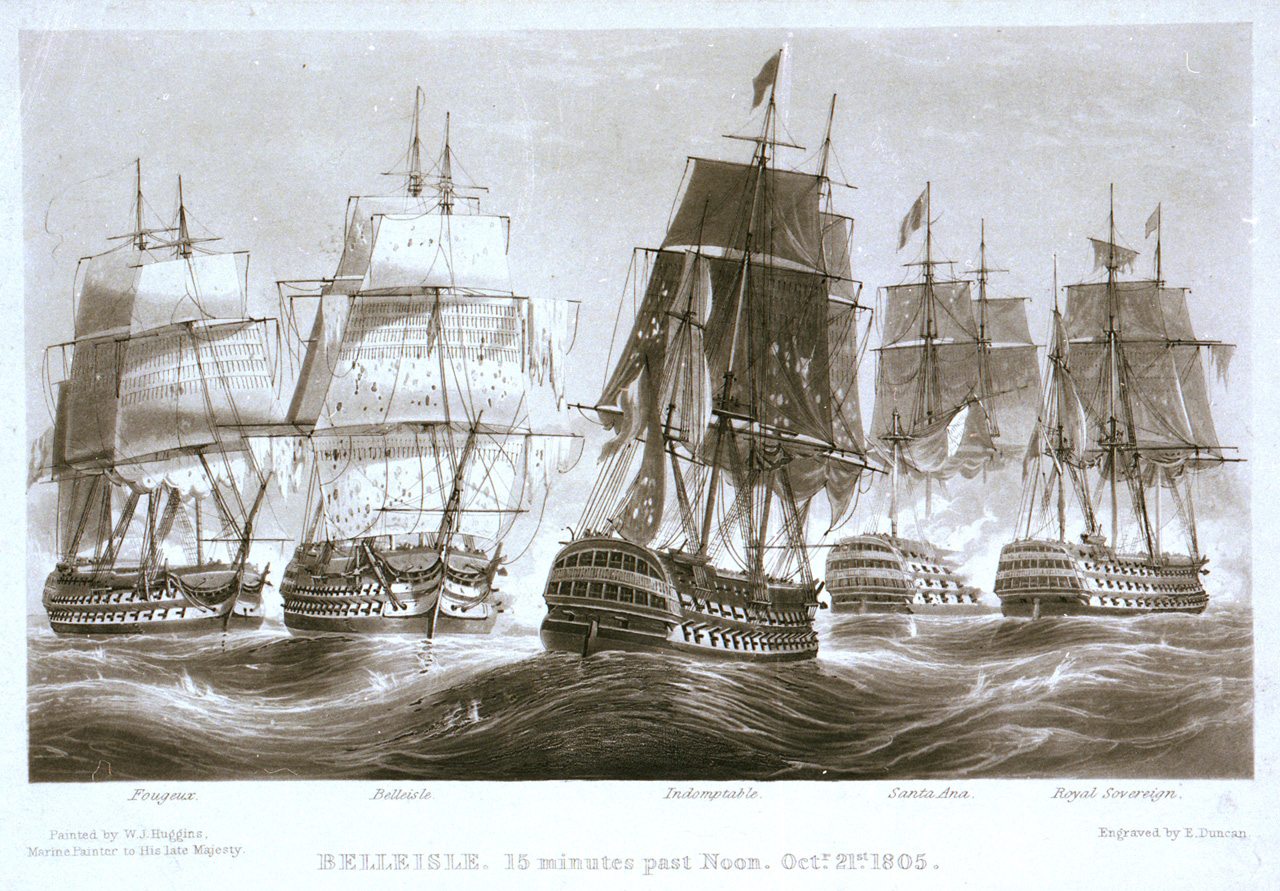
L’Indomptable, au centre, lors de la bataille de Trafalgar, 21 octobre 1805.

### Les meilleurs navires de guerre de leur temps…
Ces vaisseaux, mieux toilés que leurs opposants, porteront sans complexe la marque de l'amiral de l'escadre, et se sont effectivement avérés encore plus rapides et aussi fins manœuvriers que les « 74 » de Borda et Sané, car sensiblement plus longs, et qui déjà faisaient référence dans toutes les flottes européennes à la fin du XVIIIe siècle. De tels navires auraient dû logiquement surclasser tous les deux-ponts ennemis et même les trois-ponts de 98 canons auxquels ils vont s'opposer souvent dans les nombreuses batailles de la Révolution et de l'Empire.

### … ou l'âge noir de la marine française?
Dans les faits, ces superbes machines de guerre ont été régulièrement défaites par leurs adversaires britanniques, non en raison de leurs qualités intrinsèques, mais à cause d'équipages beaucoup moins habiles, peu aguerris en mer avant d'affronter l'ennemi, souvent incomplets, car on ne se bousculait pas sous la Révolution et l'Empire pour s'engager dans celle qu'on appelait encore la « Royale ». À la différence de leurs homologues de la Royal Navy les marins français souffraient encore trop souvent du manque d'hygiène et du scorbut (plaies mortelles que les Britanniques avaient commencé de neutraliser efficacement depuis 1795).

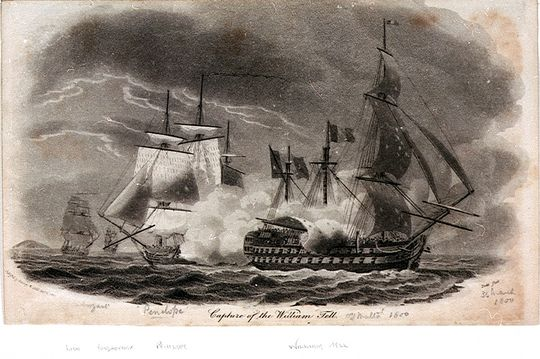
Le Guillaume Tell lors de sa capture en Méditerranée par le HMS Foudroyant en 1800.

Michèle Battesti résume la situation lamentable des équipages français : « Le dysfonctionnement des états-majors était aggravé par les carences quantitatives et qualitatives des équipages. Le recrutement de l'armée de mer était plus que jamais un casse-tête. Concurrencé par l'essor de la guerre de course, il était surtout affaibli par les vicissitudes politiques, la contre-révolution touchant les habituels foyers recruteurs de l'Ouest et du Sud-Est. Fuyards et déserteurs échappaient à la levée de l'Inscription maritime. À titre préventif, pour éviter les désertions, l'escadre de Brueys de retour de Corfou avait été mise en quarantaine à Toulon. Il est facile d'imaginer l'état d'esprit de ces hommes qui n'avaient pas reçu leur solde depuis neuf mois ni débarqué sur les côtes françaises depuis le double de temps ! Pour armer les vaisseaux, toutes les recettes avaient été employées : enrôlement d'office, presse, emploi de soldats pour la mousqueterie et l'artillerie. Cela donnait des équipages de bric et de broc, issus de la pêche, du cabotage, voire de la batellerie. Certains n'avaient jamais vu la mer. La vigueur physique de la plupart laissait à désirer ; « nous n'avions presque que des enfants » constatait Lachadenède à la veille de la bataille d'Aboukir. »
Aussi la plupart des vaisseaux appareillaient le plus souvent avec des équipages incomplets, parfois réduits de plus du quart.
Les défaites sont aussi dues à des commandants de flotte ou de vaisseaux souvent impuissants ou sans initiative, à quelques exceptions remarquables. Car ces amiraux de la Révolution et de l'Empire, vite promus par défaut (la noblesse commandante avait fui précisément outre-Manche) se sont avérés incapables de s'adapter aux innovations tactiques de leurs ennemis (celles utilisées par Nelson : l'encerclement entre deux feux à Aboukir, ou la coupure de la ligne à Trafalgar) et aux innovations techniques comme l'utilisation des caronades, ces canons courts, de très gros calibre, imprécis à moyenne portée, mais capables de nettoyer un pont tout entier en une seule salve de mitraille, et se réarmant en moins de deux minutes ; armes qui ont renforcé l'efficacité de tactiques fondées sur le canonnage à courte distance, sur lesquelles les amiraux britanniques fondaient leurs tactiques.

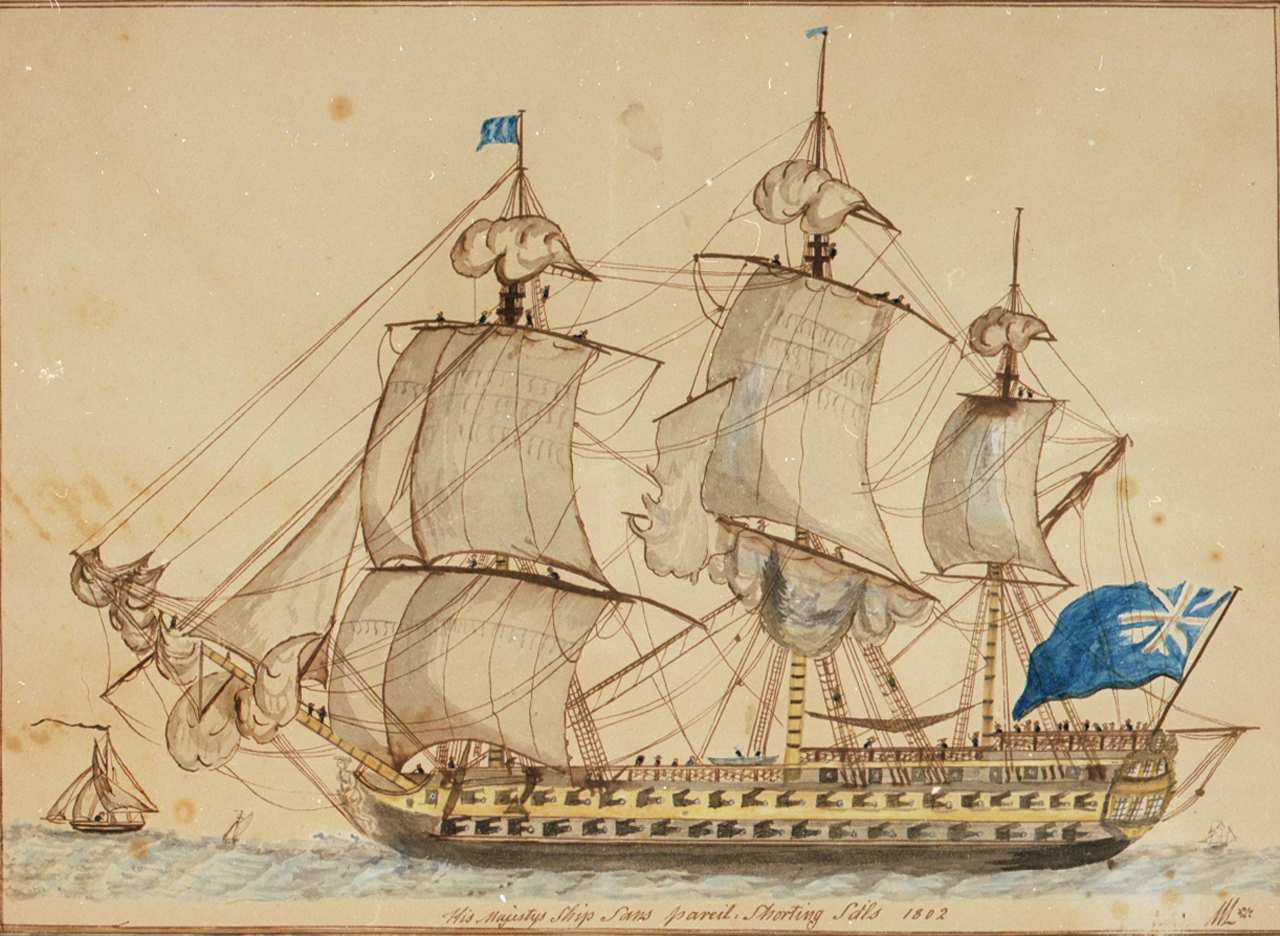
Le Sans Pareil sous pavillon britannique après sa capture lors des combats de prairial an II en 1794.

Ceci aurait fait dire à Nelson : « la meilleure marine du monde serait composée de navires français montés par des marins anglais. »

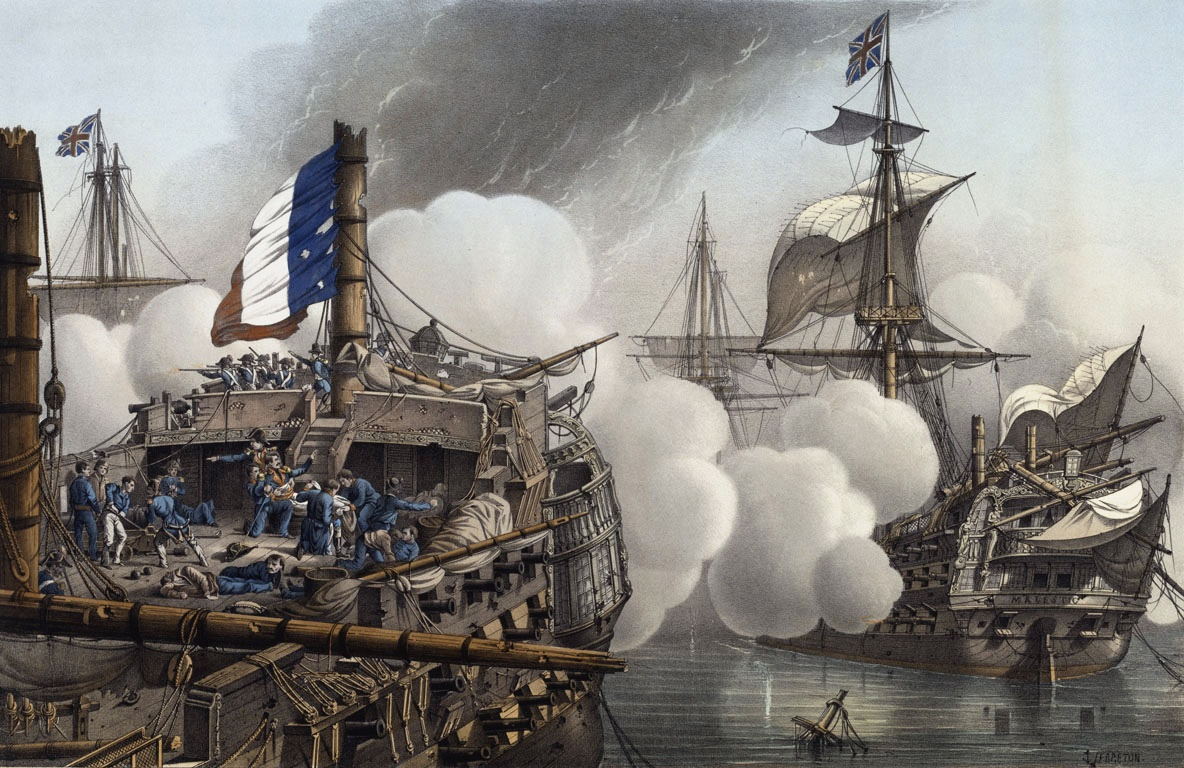
Le Tonnant démâté à la bataille d'Aboukir.

Ce sera fait souvent, car quand ils en capturaient, les Britanniques les réarmaient au plus vite sous leur drapeau. Ainsi tous les six premiers vaisseaux de 80, lancés entre 1788 et 1796, ont été capturés par la Royal Navy et réarmés au nom de sa Glorieuse Majesté, tous! Beaucoup réaliseront une longue et brillante carrière dans la Navy. Comme le Tonnant lui-même, qui a amené son pavillon tricolore à Aboukir, et qui combattra contre les Français à Trafalgar sous le nom de HMS Tonnant.

### La construction en grande série (1807-1815)

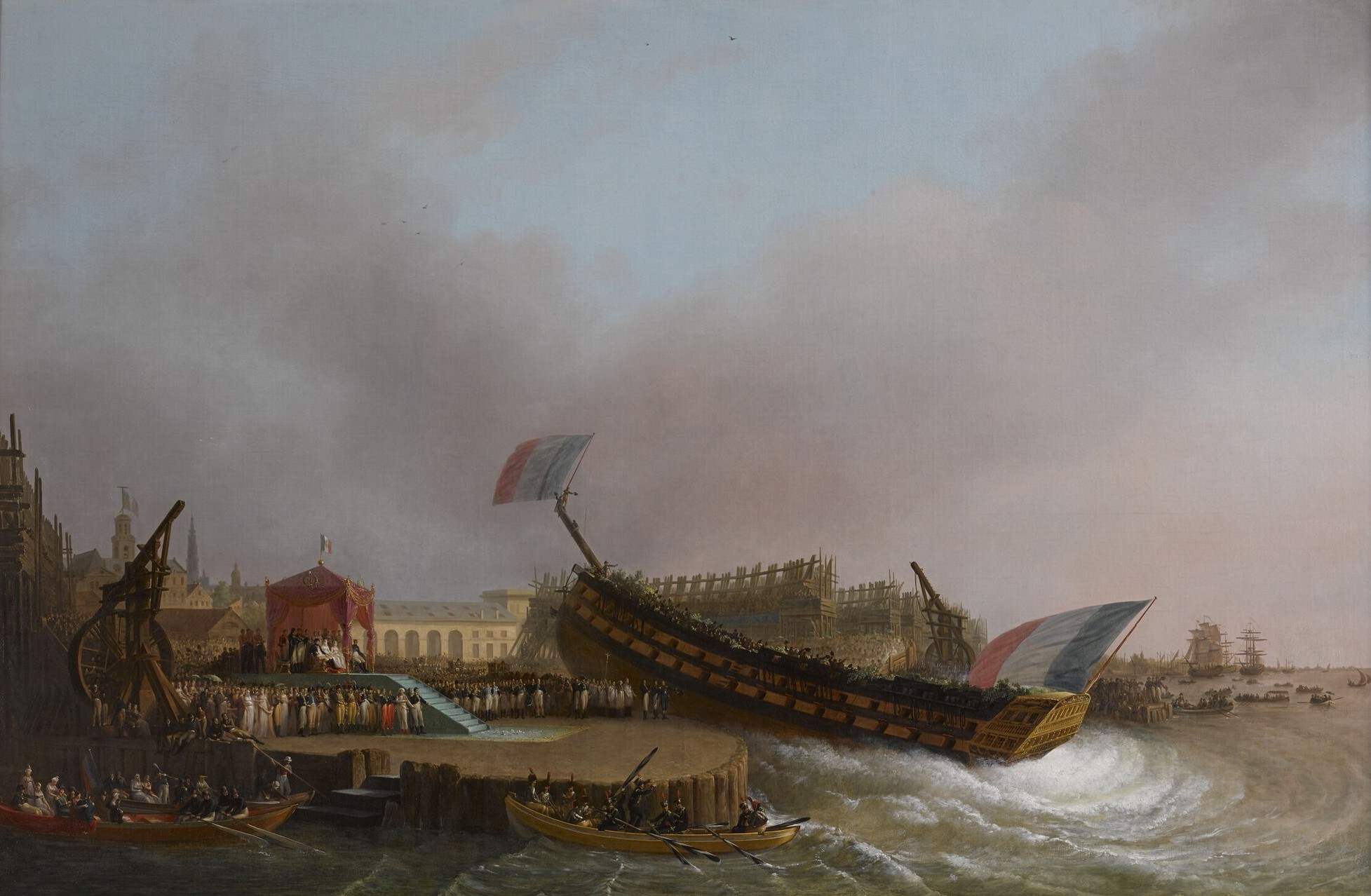
Lancement du Friedland le 2 mai 1810 à Anvers, en présence de Napoléon et de l'Impératrice.

Ces vaisseaux construits, d'abord en petit nombre, vont être dotés de six caronades supplémentaires à partir de 1806, date à partir de laquelle ils vont être mis en chantier en grand nombre, notamment à Anvers, arsenal pour lequel l'Empereur avait d'ambitieux projets. À la chute de Napoléon pas moins d'une quinzaine est en construction dans les différents arsenaux impériaux, dont la moitié à Anvers. Grâce à cet effort de construction des vaisseaux, et à la multiplication des arsenaux (outre Brest, Toulon et Rochefort ont été développés Lorient, Anvers, Cherbourg et Venise), l'Empire était sur le point de retrouver une flotte aussi nombreuse et potentiellement plus puissante encore que celle que Louis XVI avait laissé à la France révolutionnaire ; sur le papier en tous cas.

## Caractéristiques

### Dimensions
Leur coque avait des dimensions relativement supérieures à celle de leurs contemporains de 74, elle était longue de 182 pieds et 6 pouces (60,26 mètres), large de 47 pieds et 6 pouces (15,6 mètres), ils présentaient un creux de 23 pieds et 6 pouces (7,7 mètres) au centre, soit au total un déplacement de quelque 3 860 tonnes.

### Armement
- 30 canons de 36 livres en première batterie ;
- 32 canons de 24 livres en seconde batterie ;
- 18 canons de 12 livres et 6 caronades de 36 livres sur les gaillards.

Poids total d'une bordée : 1 140 livres de fonte, soit plus d'une demi-tonne.
À partir de 1808 (l’Illustre), le nombre de canons de 12 est réduit à 14 pièces pour pouvoir porter le nombre de caronades à 10 de 36 livres.
À partir de 1827 (le Magnifique), les 12 livres passent à seulement 2, tandis que les caronades sont désormais 22. La bordée est désormais de 1 368 livres.

### Équipage
Selon le règlement français du 1er janvier 1786, l'équipage de temps de guerre doit être théoriquement de 854 hommes (594 en temps de paix) : soit 12 officiers, 7 élèves ou volontaires, 60 officiers-mariniers, 45 canonniers (des troupes de marine), 7 timoniers, 503 matelots, 130 soldats (troupes de marine ou infanterie de ligne), 60 mousses, 14 surnuméraires et 13 valets.
Sous la République et l'Empire, l'équipage passe à 866 hommes (626 en temps de paix), dont quatorze officiers (un capitaine de vaisseau , un capitaine de frégate, cinq lieutenants et sept enseignes).

## Navires de la classe
| Nom                   | Arsenal   | construction | Historique | Fin |
| Le Tonnant            | Toulon    | 1787-1789    | Capturé par les Anglais lors du Siège de Toulon (1793) il fait partie des 14 vaisseaux repris par l'armée de la République en décembre 1793 (13 autres sont enlevés ou brûlés). Il participe à la bataille de Gênes ou du cap Noli en mars 1795. A Aboukir en 1798 il est sous le commandement de Du Petit-Thouars et ne se rend qu'après 2 jours d'une résistance héroïque                                                      | Intégré à la Royal Navy il devient HMS Tonnant ; sous le commandement de Sir Edward Pellew il participe aux opérations de contrôle du Golfe de Gascogne et de blocus des ports de l'atlantique français et espagnols. 4e de l'escadre de Collinwood à Trafalgar, il a un rôle décisif et obtient la reddition du vaisseau français Algésiras. Navire amiral de Sir Alexander Cochrane pendant la guerre anglo-américaine de 1812-1815, c'est depuis le pont du Tonnant que Francis Scott Key aurait écrit les paroles de l'hymne national des États-Unis The Star Spangled Banner en observant l'acharnement des soldats américains à maintenir la bannière étoilée face aux bombardements de la flotte anglaise lors du siège de Baltimore. Ultime mission en 1815, il porte le pavillon de l'amiral Lord Keith commandant l'escadre chargée de conduire Napoléon à Sainte-Hélène. Il sera démoli en 1821 |
| L’Indomptable         | Brest     | 1788-1790    | Combat notamment à Ouessant (1794), Groix (1795), Algésiras (1801), et à la bataille du cap Finisterre (1805). Placé au centre de la ligne franco-espagnole à la bataille de Trafalgar (1805), endommagé, échappe à la reddition et participe à la contre-attaque improvisée par Cosmao-Kerjulien le lendemain de Trafalgar. | Coule dans la tempête, le soir même, après avoir recueilli les rescapés du Bucentaure avec 1 200 marins à bord |
| Le Sans Pareil        | Brest     | 1790-1793    | capturé par la Royal Navy en 1794 à la bataille de Prairial | devient HMS Sans Pareil et combat contre les français à Groix en 1795; devient ponton (prison flottante) à Plymouth à partir de 1807; démoli en 1842 |
| Le Formidable         | Toulon    | 1794-1795    | D'abord baptisé le Figuières de novembre 1794 à mai 1795, il participe à la bataille d'Algésiras, à celle du cap Finisterre et à celle de Trafalgar où il s'échappe | capturé par la Royal Navy à la bataille du cap Ortegal devient le HMS Brave; démoli en 1816 |
| Le Guillaume Tell     | Toulon    | 1794-1795    | participe à Aboukir où commandé par Villeneuve il s'échappe avec la nuit | capturé par la Royal Navy à Malte le 30 mars 1800, devient le HMS Malta; fait partie de l'escadre de Robert Calder qui repousse la flotte de Villeneuve de retour des Antilles lors de sa tentative pour gagner la Manche et rejoindre l'escadre de Ganteaume lors de la Bataille du cap Finisterre (1805); démoli en 1840 |
| Le Franklin           | Toulon    | 1794-1797    | capturé par Nelson en 1798 à Aboukir | incorporé dans la Royal Navy sous le nom de HMS Canopus, combat les Français à la bataille de San Domingo (1806); désarmé en 1887 |
| Le Dix Huit Fructidor | Rochefort | 1794-1799    | renommé le Foudroyant en 1800 participe à trois campagnes pour la mer des Caraïbes: l'expédition de Saint-Domingue sous le commandement de Villaret-Joyeuse en 1802-1803; il porte la marque de Willaumez en 1805-1806 où il coule l'HMS Anson du côté de Cuba, et celle rassemblée sous le commandement de l'Amiral Zacharie Allemand à Rochefort en 1809, où il échappe aux brûlots anglais lors de la bataille de l'île d'Aix | démoli en 1834 |
| L’Indivisible         | Brest     | 1793-1799    | renommé l’Alexandre en 1803, capture le Swiftsure en Méditerranée en 1800 ; capturé par la Royal Navy en 1806 lors de la bataille de San Domingo | utilisé comme réserve de poudre à Plymouth démoli en 1822 |
| Le Bucentaure         | Toulon    | 1802-1804    | navire-amiral de Villeneuve à Trafalgar, capturé par la Royal Navy | se libère grâce à la tempête mais sombre devant Cadix le lendemain |
| Le Neptune            | Toulon    | 1801-1803    | présent à Trafalgar, il s'échappe à la fin de la bataille. | Réfugié à Cadix, il est capturé par les Espagnols en juin 1808 qui le rebaptisent Neptuno; démoli en 1820 |
| Le Robuste            | Toulon    | 1804-1806    | | est échoué et incendié le 26 octobre 1809, devant Sète pour éviter la capture par la Royal Navy |
| Le Donawerth          | Toulon    | 1806-1808    | vaisseau-amiral de Ganteaume en 1809 pour un aller-retour Toulon-Barcelone | démoli en 1825 |
| L’Eylau               | Lorient   | 1808-1812    | ex-Saturne, vaisseau-amiral du vice-amiral Allemand en rade de Brest en 1811 | démoli en avril 1829 |
| La Ville de Varsovie  | Rochefort | 1808-1809    | ex-Tonnant jusqu'en 1809 | brûlé par la Royal Navy le 12 avril 1809 lors de la bataille de l'île d'Aix |
| Le Friedland          | Anvers    | 1807-1810    | ex-Illustre, donné à la Hollande en 1814 qui le renomme Vlaming | démoli en 1823 |
| Le Sceptre            | Toulon    | 1809-1810    | transformé en ponton en 1828 | démoli en 1830 |
| Le Tilsitt            | Anvers    | 1807-1810    | donné à la Hollande en 1814 qui le renomme Neptunus | démoli en 1818 |
| L’Auguste             | Anvers    | 1807-1811    | donné à la Hollande en 1814 qui le renomme Illustre | démoli en 1827 |
| Le Bragançon          | Lorient   | 1810-1818    | Rebaptisé le Nepture en 1814 | démoli en 1870 |
| Le Diadème            | Lorient   | 1807-1811    | transformé en ponton en 1856 | démoli en 1868 |
| L’Illustre            | Anvers    | 1807-1811    | donné aux Hollandais qui le renomme Pins van Oranje | vendu en 1825 et démoli en 1827 |
| Le Pacificateur       | Anvers    | 1808-1811    | à Brest à partir de septembre 1814, utilisé comme cible pour tester les effets de l'obusier de Paixhans en 1823 | condamné en 1824 |
| Le Conquérant         | Anvers    | 1808-1812    | réfugié à Brest en 1814, il participe à l'expédition de Morée (1827) et à la prise d'Alger (1830), transformé en ponton en 1831 | démoli en 1842 |
| L’Hollandais          | Anvers    | 1812-        | | non achevé |
| Le Zélandais          | Cherbourg | 1810-1813    | renommé Duquesne à la Première Restauration, Zélandais pendant les Cent-Jours, Duquesne en juillet 1815 et encore Zélandais en 1830. Il participe à la prise d'Alger (1830) ; transformé en ponton en 1836 | démoli en 1858 |
| L’Alexandre           | Anvers    | 1813-        | | non achevé |
| L’Atlas               | Anvers    | 1813-        | | non achevé |
| Le Mars               | Anvers    | 1814-        | | non achevé |
| Le Fougueux           | Anvers    | 1814-        | | non achevé |
| Le Magnifique         | Lorient   | 1809-1814    | | démoli en 1837 |
| Le Centaure           | Cherbourg | 1811-1818    | Participe à l'Expédition d'Espagne (1823), renommé Santi Pietri en 1823 | brûle par accident en 1862 |
| Le Neptune            | Lorient   | 1810-1818    | ex-Brabançon transformé en ponton en 1858 | démoli en 1868 |
| L’Algésiras           | Lorient   | 1812-1823    | transformé en ponton en 1846 | |
| Le Jupiter            | Cherbourg | 1811-1831    | transformé en ponton en 1863 | démoli en 1870 |
| Le Vesuvio            | Naples    | 1812-1824    | abandonné par les Français en 1813, il est terminé par le royaume de Naples ; il accompagne Ferdinand II des Deux-Siciles au Brésil en 1843 ; il participe à la répression de la révolution de 1848 en bombardant Palerme | détruit en 1861 |